# Microspizias
Microspizias és un gènere d'ocells de la família dels accipítrids (Accipitridae).
Les seves dues espècies estaven classificades anteriorment al gènere Accipiter, però un estudi del 2021 va trobar que eren fortament diferenciades filogenèticament i, per tant, va descriure un nou gènere (Microspizias) per a elles. El Congrés Ornitològic Internacional, en la seva llista mundial d'ocells (versió 12.2, juliol 2022) acceptà la creació del nou gènere.

## Etimologia
Microspizias deriva de la paraula grega micros ("petit") i spizias ("falcó"), que es tradueix literalment com "falcó petit".

## Taxonomia
L'evidència filogenètica indica que Microspizias és el gènere germà de l'astor llagoster (Kaupifalco monogrammicus) de l'Àfrica i cau fora de la subfamília dels Accipitrins, per tant, ambdues espècies van ser traslladades fora d'Accipiter.
Segons la classificació del Congrés Ornitològic Internacional versió 12,2, 2022, es reconeixen 2 espècies dins aquest nou gènere:
- Microspizias superciliosus - esparver menut sud-americà
- Microspizias collaris - esparver menut de clatell blanc